# Magnetorresistência
Magnetorresistência é uma propriedade que certos materiais têm de alterar seu valor de resistência elétrica sob a aplicação de um campo magnético externo. O efeito foi descoberto por William Thomson (mais conhecido como Lord Kelvin) em 1856, embora ele não tenha conseguido diminuir o valor da resistência elétrica de nenhuma material mais do que 5%. Esse efeito foi posteriormente chamado  magnetorresistência  ordinária (MRO). Mais recentemente, pesquisadores descobriram materiais que apresentam magnetorresistência gigante (MRG), magnetorresistência colossal (MRC) e efeito túnel magnético (TMR).

## Magnetorresistência anisotrópica (MRA)
A MRA é a propriedade de certos materiais onde existe uma dependência da resistência elétrica em função da do ângulo da direção da corrente elétrica e da orientação do campo magnética é observada. O efeito é atribuído a grande probabilidade do espalhamento s-d dos elétrons na direção do campo magnético. O efeito resultante é que a resistência elétrica possui um valor máximo quando a direção da corrente é paralela ao campo magnético aplicado.
Em um semicondutor com um único tipo de portador, a magnetorresistência é proporcional a (1+ (μB)²), onde μ é a mobilidade semicondutora (unidades m2·V-1·s-1 ou T -1) e B é o campo magnético (em teslas). Antimoneto de índio, um exemplo de alta mobilidade semicondutora, pode possuir uma mobilidade de elétrons acima de 4 m²·V-1·s-1 a 300 K. Assim, em um campo de 0,25 T, por exemplo, a magnetorresistência aumentaria em 100%.